# Георги Гергов (боксьор)
 Тази статия е за боксьора.  За скулптора вижте Георги Гергов (скулптор).  
Георги Гергов e български боксьор.

## Биография
Роден е в София, България на 15 ноември 1991 година. Когато бил само на 8 години влиза за първи път в боксовата зала на „Локомотив“ София, където е ходил и неговият единствен брат Николай Гергов. През 2002 г. цялото семейство се премества в Италия, където започват успехите на Георги в залата Вале Умбра Норд с треньор Джерардо Фалчинелли, ръководил, също така на великия италиански боксьор Микеле Ди Роко. През 2006 г. в Маса-Карара става шампион на Италия, от 14 участващи региона.
През 2017 г. става рефер и съдия, като участва във всички национални боксови събития.

## Трофеи

### Младежки турнири
- Шампион на Италия, 2006